# スーパーマーケット

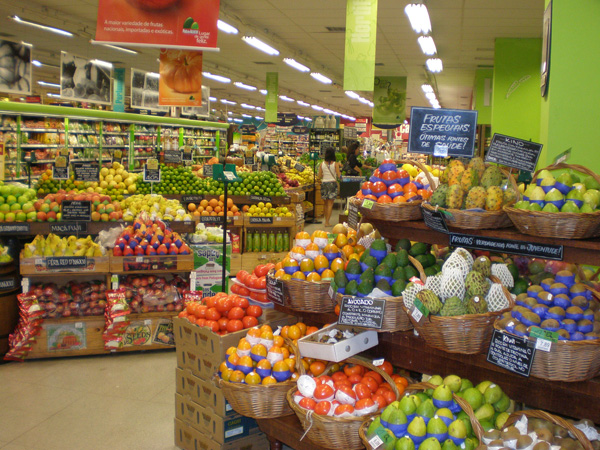
スーパーマーケットの店内（ブラジル・サンパウロ）

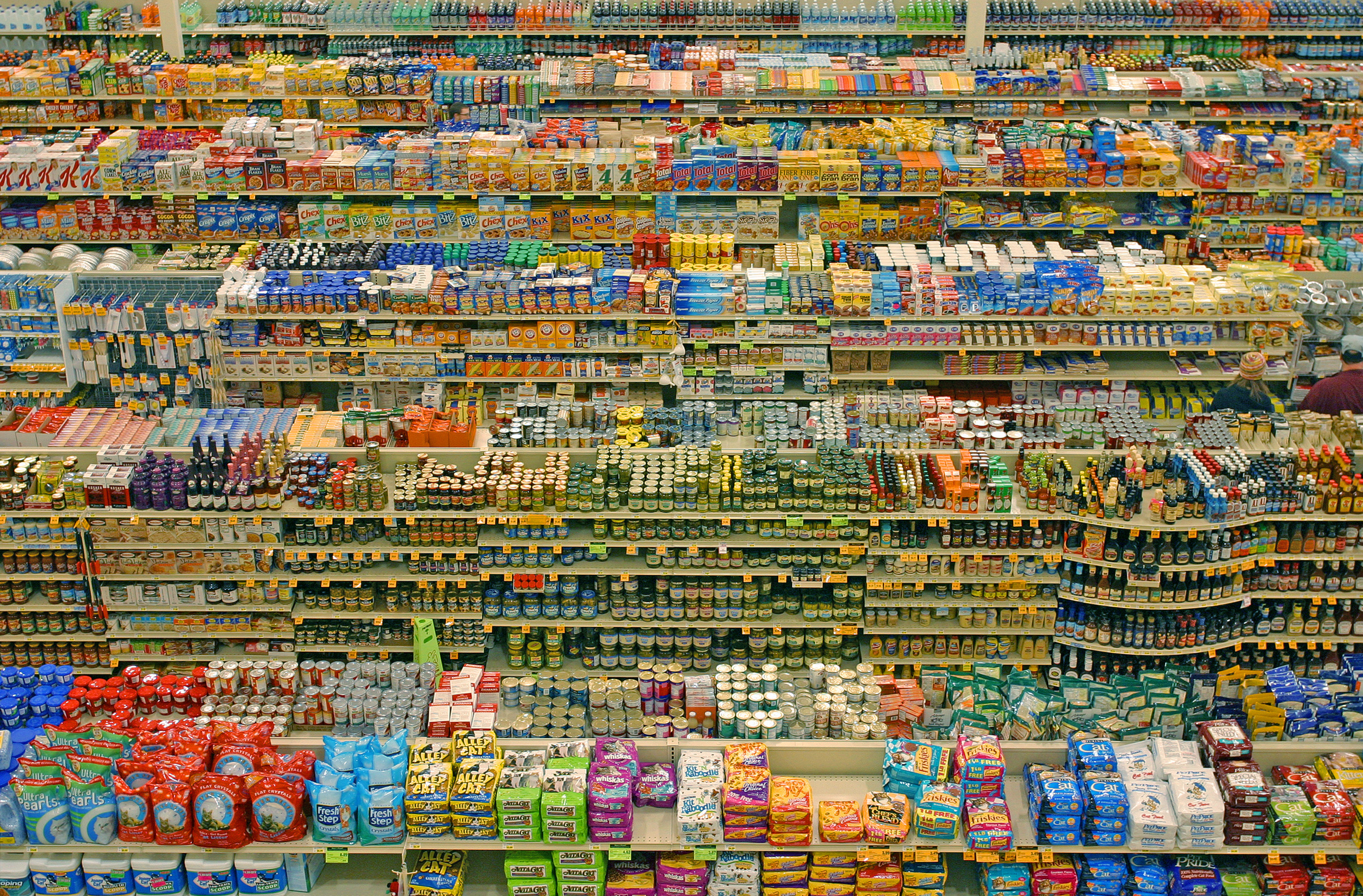
スーパーマーケットの店内（アメリカ・オレゴン州ポートランド）

スーパーマーケット（英: supermarket, SM）とは、高頻度に消費される食料品や日用品等をセルフサービスで短時間・短期間に販売を行い、商品を安価に販売することを追求した小売業態。
スーパーマーケットの名称は、英語で「市場（いちば）」を意味する “マーケット” (market) に、「超える」という意味の“スーパー” (super) を合成し、「伝統的な市場を超えるほどの商店」の意で作られた造語であるが、スーパーマーケットの事業が拡大するうちにひとつの名詞となった。
特定の品目を専門的に扱うのではなく、幅広い品目の商品を取り揃えることが通例であり、狭義では食料品や日用品販売主体の店舗を指すが、日本では総合スーパー、食品スーパー、衣料スーパーというように、セルフサービスの総合店を指している場合が多い。
日本で、この業態が誕生した時期には「SSDDS」や「セルフデパート」と呼ばれたりもしていた。

（詳細は#SSDDS・セルフデパート参照）

## 歴史

### 20世紀前半

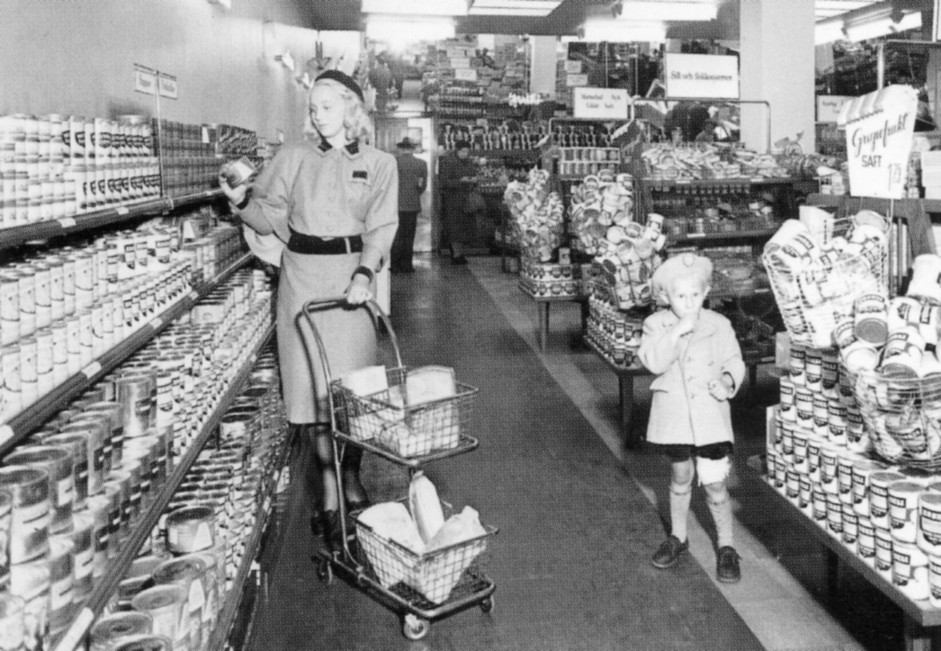
1941年頃のスーパーマーケット（スウェーデン）

1910年代、アメリカ合衆国の小売業をリードしていたのはグロサリーストアのチェーンであるThe Great Atlantic and Pacific Tea Company (A&P)で、A&Pは「エコノミーストア」という販売形態で多店展開していた。エコノミーストアの販売形態では、来店した客はカウンター越しに店員に注文し、店員が棚や倉庫から商品を取り出して代金と引き換えに商品を渡す方式であった。このような販売形態は高級宝石店などに見られる方式であるが、当時は食品販売でも一般的であった。食品や商品は消費者が購入するサイズにまで分けて包装されていないものも多く、その場合は客の注文に応じて店員が切り分けて包装する必要があるなど、労働力への依存が大きい販売形態であった（日本の小規模な精肉店などでは現在でも行われている方法である）。
そこで新たな販売形態として、売場のセルフサービスが出現した。セルフサービスの起源は、米国の起業家クラレンス・サンダースがオープンした、食品や日用品を取り扱うグロサリーストア「Piggly Wiggly」とされている。彼は1916年にテネシー州メンフィスに1号店をオープンした。クラレンス・サンダースのセルフサービスは、来店した客を直接倉庫に入れて自ら商品を手に取って選べるようにし、集中レジで精算するという販売形態であり、彼は店内に導入したアイデアについて多数の特許を取得した。セルフサービスはもともと店舗側の省力化のための方法であったが、顧客が自ら商品を手にすることができるため、客の好奇心を刺激するシステムでもあった。サンダースの店は大成功し、フランチャイズ展開を始めた。A&Pもカナダとアメリカで同様の方式で成功を収め、1920年代には北米全体でよく知られるようになった。初期の食料雑貨店は肉や野菜を販売していなかったが、生鮮食品も販売する食料雑貨店が1920年代ごろに生まれた。
現代的なスーパーマーケットの創始者は、クローガーの従業員だったマイケル・J・カレンとされている。スミソニアン博物館などの資料によれば、アメリカでの現代的なスーパーマーケット（または、食品スーパーのうち大規模なものはフードセンター、小規模なものはフードマーケット）と呼ばれる形態は、マイケル・J・カレンが1930年8月4日にニューヨーククイーンズ区のジャマイカ地区にある6,000平方フィート（560平方メートル）の空きガレージで始めた店が最初であるとしている。この「キング・カレン」（King Kullen、"king" はキングコングに着想を得て命名したという）は、「高く積み上げ、安く売る」をスローガンとして経営し、中心街から数ブロック離れた大型倉庫を店舗として広い駐車場を用意し、過去に見られないほど低価格での商品販売が行われるようになった。1936年にカレンが亡くなったとき、キング・カレンは17店が営業していた。
1930年代にはクローガーやセイフウェイといった既存の食料雑貨チェーンもあり、当初はカレンのアイデアに抵抗していたが、世界恐慌で景気が落ち込み消費者が低価格志向になっていたため、結局それらのチェーンもスーパーマーケット方式に転換せざるを得なくなった。1937年にはキャスター付きショッピングカートが開発され、来店客はさらに多くの買い物をするようになった。

### 20世紀後半
第二次世界大戦後には、郊外の宅地開発が進むにつれて、アメリカやカナダではスーパーマーケットがさらに広まっていった。北米のスーパーマーケットの多くは、郊外のショッピングセンターにおける核店舗として建設された。スーパーマーケットのチェーンの多くは地域的なものが多く、全国的なブランドではない。クローガーはその中でもアメリカ全土で知られているが、傘下には多数の地域ブランド（Ralphs、City Market、King Soopers など）を抱えている。カナダでは Loblaw や Sobeys が全国的ブランドとして知られているが、運営している店舗は様々な地域ブランド名である。
1950年代には、スーパーマーケットは顧客への特典としてしばしばトレーディングスタンプを発行するようになった。最近では、各店専用の「メンバーシップカード」や「クラブカード」を発行したり「ポイントサービス」を実施したりしている。一般に支払い時にカードをスキャンすると、カード所有者が特定商品について会員割引を受けられるという形態のものが多い。
また、モータリゼーションによって自家用車で買い物に行くという文化が生まれ、駐車場を備えた大規模スーパーマーケットが確立した。こうして、商品の大量陳列と値引きによる薄利多売を実現し、チェーン展開による多数出店を進めたスーパーマーケットは、次第に流通業の中で影響力が大きくなり、これまでメーカーや問屋が握っていた価格決定権に強い発言力を持つ存在となった。
1970年代にはPOSシステムが導入され、レジは手打ち式に代わってバーコードスキャン式が普及した。
1996年には、売場だけでなく精算もセルフサービスで行う、完全自動セルフレジが登場した。
スーパーマーケットの普及により、小規模な生鮮食品・雑貨店や旧来の商店街などは減少していった。

### 21世紀

#### 他の小売業態との競合
スーパーマーケットのうち独立系スーパーマーケットは消費者主導型の基準に重点を置くのに対し、大規模なスーパーマーケット・チェーンは商品陳列や回転率など商品経済的利益追求型の基準に重点を置く傾向があるとされている。しかし、量販店（ウォルマートなど）や会員制大型ディスカウント店（コストコなど）の出現で、これらの従来型のスーパーマーケットが価格競争に敗れシェアを奪われる傾向も出始めている。
従来型のスーパーマーケットは、量販店や会員制の大型ディスカウント店に対抗するため、有機食品や高級食品を扱う陳列場所を設置するなど新たな差別化戦略を導入するようになった。米国ではアジア系移民とその子孫の多い地域やヒスパニック系が多く暮らす地域など、居住する消費者グループに合わせた食品の品揃えやレイアウトの変更も行っている。

#### 電子商取引との競合
アメリカでは、消費者のスーパーマーケット離れと食料品のEC（電子商取引）販売の増加も指摘されている。
同国では新型コロナウイルス感染拡大の影響もあり、2020年4–6月期の米国小売売上高は前四半期比3.9%減の1兆3110億ドル（約138兆1000億円）となったのに対し、同期の米国EC（電子商取引）の売上高は前期から31.8%増加して2115億ドル（約22兆2800億円）となり、米国小売売上高に占めるECの比率は16.1%にまで拡大した。

## 日本におけるスーパーマーケット

### 歴史

#### 1950年代：草創

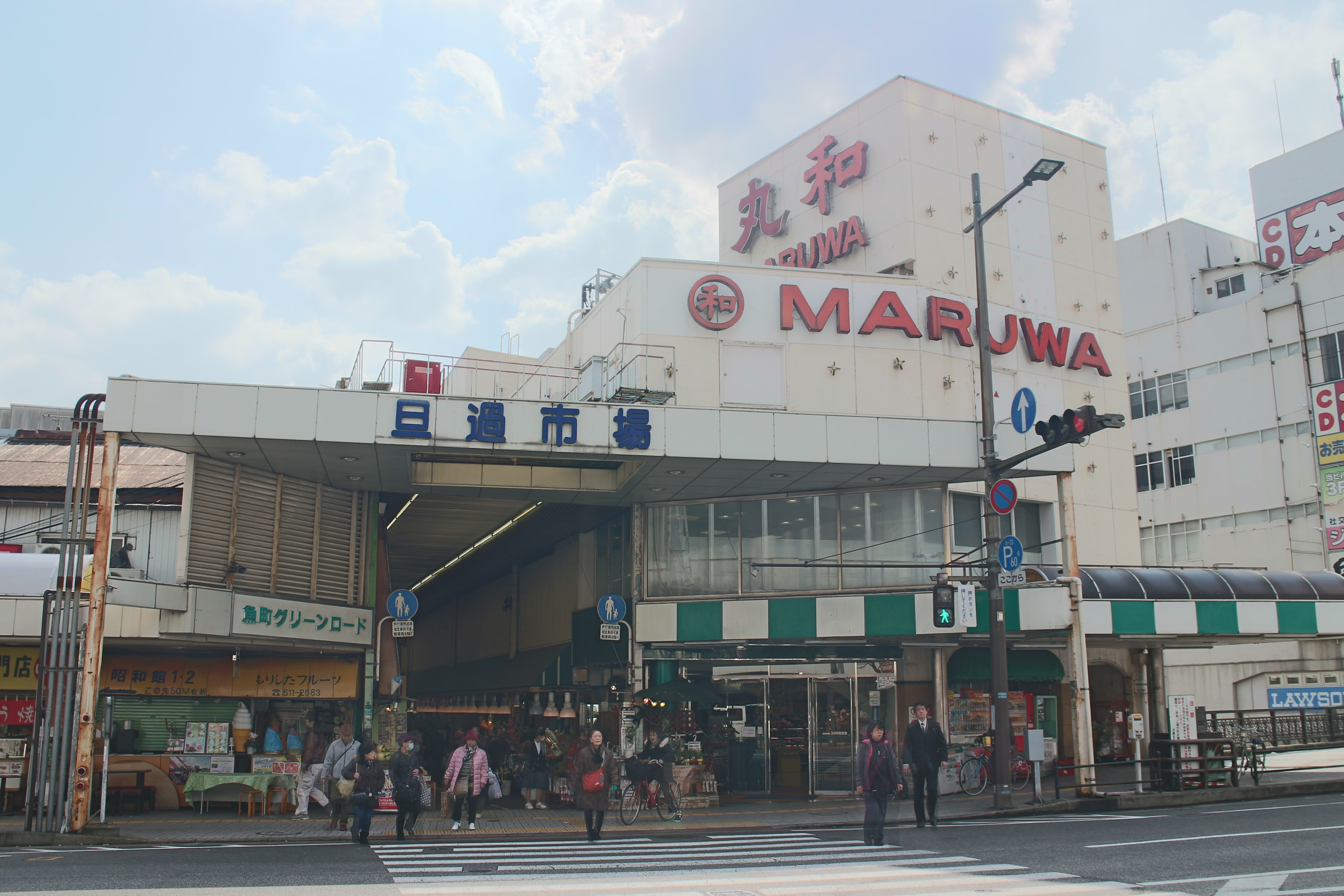
小倉・旦過市場入口の丸和小倉店（2017年2月撮影）

「スーパーマーケット」という名称を日本で最初に使用したのは、1952年に京阪電気鉄道の流通部門（後の「京阪ザ・ストア」）が大阪の旧京橋駅に展開した店「京阪スーパーマーケット」である（1970年3月15日閉店）。ただしこの店舗は対面販売式であり、スーパーマーケットの特徴とされるセルフサービスを取り入れてはいない。また、アメリカ軍の売店 (PX) ではセルフサービスが採用されているが、日本の一般消費者に開かれた店舗ではなかった（ただし、紀ノ国屋の増井徳男はセルフサービス方式をここで実際に見て知ることになる）。
日本で初めてセルフサービスのスーパーマーケット業態が導入されたのは、翌1953年11月に紀ノ国屋が東京都港区赤坂青山北町六丁目の神宮前駅（後の表参道駅）至近でオープンした店である。紀ノ国屋（1910年創業）のセルフサービス店舗開業には、日本ナショナル金銭登録機株式会社（後の日本NCR）の指導があった。日本NCRは金銭登録機（レジスター）を扱うNCRの日本法人であるが、後藤達也（副社長）や長戸毅（企画経営部長）は自社のレジスターの販売もさることながら、米国の近代小売業経営運動に基づいて日本の小売業近代化に注力した人物であった。
ただし開業当初の紀ノ国屋は規模も小さく（40坪）青果のみを扱う高級店であり、生鮮三品（青果・精肉・鮮魚）を含むさまざまな食料品を低価格で大量販売する点において、1956年3月10日に福岡県小倉にオープンした「丸和フードセンター」を「スーパーマーケットの元祖」とする見解もある。このほか、1956年2月に八幡製鉄購買会（従業員向けの福利厚生の一環としての会員制小売組織）の分配所のひとつがセルフサービスを取り入れており、万人に開かれた営利組織ではないものの、セルフサービス方式の普及に貢献したとの評価がある。

#### 1950年代末-1960年代：初期の拡大

1960年代のスーパーマーケット。当時の店員は白衣を着ていることが多かった

丸和社長の吉田日出男は、公開経営指導協会の喜多村実に招聘されて同業態の指導・普及に努め、各地に「主婦の店」を称するスーパーマーケットが設立されることになった。背景として、当時は生活協同組合の成長が中小小売店にとって脅威と受け止められており、高い販売効率で驚異的な売り上げを記録した吉田の体験が、先進的な中小小売店や日本専門店会連盟会員から注目されたことがある。「主婦の店」運動は1958年末に全国27店舗を数える広がりを有したが、1958年8月に方針をめぐって分裂することとなった。
1958年3月には「日本セルフ・サービス協会」が設立された（初代会長は紀ノ国屋の増井徳男）。12月、同協会は「スーパーマーケットとは、単独経営のもとに、セルフサービス方式を採用している総合食料品小売店で、年商1億円以上のものをいう」とする「スーパーマーケットの定義」を発表する。1962年には共同仕入れと情報交換のための組織としてオール日本スーパー経営者協会（初代会長は淡路主婦の店の西岡茂。1972年にオール日本スーパーマーケット協会）が発足した。
新たな業態であるスーパーマーケットには「スーっとできて、パーっと消える」と揶揄される不安定さがあった。1964年東京オリンピック終了後、中小企業が中心であったスーパーマーケット業界は資金繰りに苦しみ続々倒産を余儀なくされた。ニチイはこの危機を取引先の増資引受と銀行の協力で回避した当時の成功例である。

#### 1970年代-1980年代：大店法とスーパーマーケット
1960年代後半以降、スーパーマーケットの大規模化・総合化が進むと、地元小規模小売業者との紛争も発生するようになった。1973年には大規模小売店舗法が制定（略称「大店法」。1974年施行）され、大型スーパーマーケットを含む「大規模小売店舗」の進出に際して、利害調整が図られた。「大規模小売店舗」は店舗面積500平方メートル以上のものとされた。
1973年に第一次オイルショックが発生。消費者の不安はスーパーマーケットでの石油関連商品やトイレットペーパーの買い占めという形で現れた（トイレットペーパー騒動）。同年10月、三徳の呼びかけにより中堅・中小スーパーマーケットが結集してCGCグループ（シジシージャパン）が設立される。安定供給を目標に掲げ（グループ設立期に行った事業は、オイルショック後の品不足商品を緊急輸入することであった）、共同仕入れやオリジナルブランドの共同開発などが取り組まれる。
1980年代、各都道府県でスーパーマーケット協会が組織され、1982年には全国スーパーマーケット協会が設立された（初代理事長は三徳の堀内寛二）。

#### 1990年代以後：規制緩和

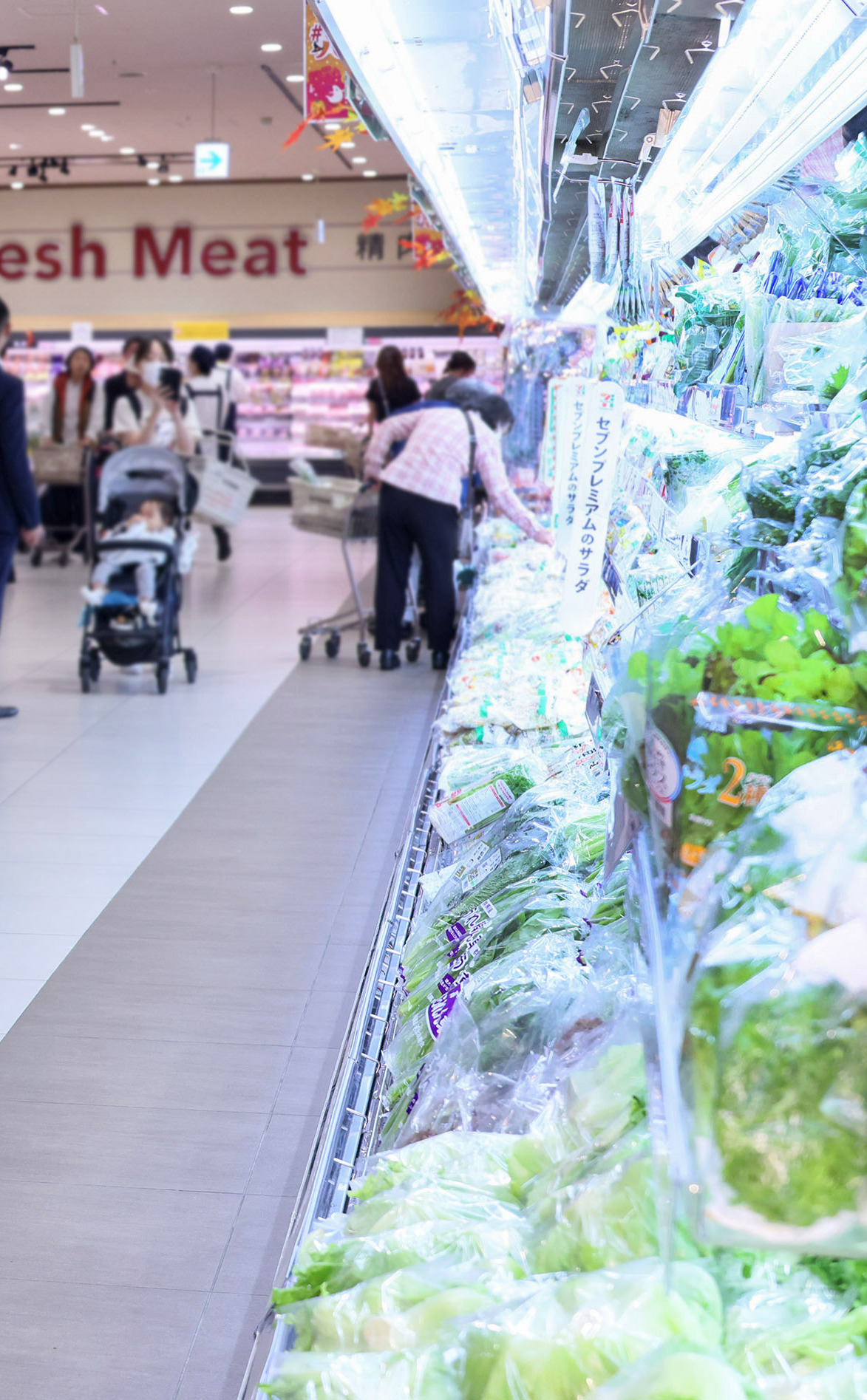
2020年代のスーパーマーケットの食品売り場（イトーヨーカドー木場店）

1980年末、日米構造協議においてアメリカ合衆国から大規模小売店舗法が非関税障壁であるという指摘が行われ、規制緩和が進むこととなった。1991年に大規模小売店舗法が改正され（1992年施行）、「大規模小売店舗」の種別境界の改正、商業活動調整協議会（商調協）の廃止などが行われた。1994年には改正大店法の運用基準が緩和され、店舗面積1000平方メートル未満の店舗の出店が原則自由化されるとともに、休業日数・閉店時刻に関する規制が緩和された。1990年代後半よりたばこ・酒類などの免許品の取り扱い、長時間営業（9–10時から20–24時まで、一部では24時間営業もある）・売り場面積の大型化・新規出店の増加が進んだ。1996年には、ダイエーが日本のスーパー業界で初めて全国規模での元日営業を開始。その後大手スーパーを中心に他社でも、元日営業が行われるようになった。
1998年には大規模小売店舗立地法が制定（略称「大店立地法」。2000年施行）され、大規模小売店舗法は廃止された。1999年には食品スーパーの業界団体として日本スーパーマーケット協会（初代会長はライフの清水信次）が発足した。2009年には日本セルフ・サービス協会と全国スーパーマーケット協会が合併し、2012年の一般社団法人化と2018年の団体名称変更を経て一般社団法人全国スーパーマーケット協会となった。
他方、大規模小売店舗立地法は中小小売業者の保護から生活環境の保全に主眼を変更するものであり、地方都市の中心市街地の空洞化も深刻化した。2006年には大店立地法・都市計画法・中心市街地活性化法（まちづくり3法と総称される）の改正が行われ、調整が図られることとなった。

### 種別
日本の場合、売場面積300m2程度から3,000m2以上までいくつかの系統付けられたタイプがある。大規模なものでは、一店舗で食料品や日用品といった消費財から、衣料品・家電までの耐久消費財までも扱う総合スーパー、ゼネラルマーチャンダイズストアが主に市街中心地に多く出店されたが、最近では、食料品や日用品までを扱うスーパーマーケットが、郊外へ多数の店舗が集約されたショッピングセンターに出店する場合が多い。
日本のチェーンストア業界では、構成比が50%以上の部門の名前を頭につけて分類する。

#### 総合スーパー
構成比が70%以上の部門がなく、3つ以上の部門にわたって品揃えしているものであり、日本型スーパーストアや擬似百貨店とも呼ばれたことがあった。また、米国のシアーズ、JCペニーなどが G.M.S.(General Merchandise Store。「M」はマーケティングではない) と呼ばれていることから、同様の名で呼ばれることもあるが、米国の場合は食品を扱わないので、日本のものとは異なる。まれに「総合スーパーマーケット」と表記されるが、多くの場合「総合スーパー」が用いられる。日本で初めてこの業態を採り営業を始めたのは、福岡市のユニード（後にダイエーに吸収合併）だとされる。
複層の建物を用い、店舗面積は広い。扱う商品が幅広く、日々の買い物というよりも、週末などに大きな買い物やまとめ買いをするために賑わう形態の店舗である。1990年代以前には郊外型大型店が多く見られ、飲食店など一部テナントを入れている場合も多い。

#### 食品スーパー
食料品の売上構成比が70%以上あるものであり、スーパーマーケットの中で店舗数が最も多い。
住宅街の近くを基本に立地し、来店頻度は1週間に2・3回が想定されている。生鮮食品の扱いを主力として日常生活を支えることを目標に、売り場にある商品だけで1週間生活できるような品揃えを行うものとされている。元より薄利多売型の同種業態の中でも、特に競合店との安売り競争の激しい業態である。2000年代以降は生鮮食品を含む食料品に特化しての長時間営業をするものが増えている。
郊外型の大規模な店舗はスーパースーパーマーケット (SSM) とも呼ばれ、インストアベーカリー・惣菜の調理場・店内飲食スペースなどを備え、最終加熱をするだけの食品の販売やサラダバーなどのミールソリューションを行うようになってきている。このような店舗では一般では入手しにくい食材も取り揃える事で、1980年代以降に急速に広がった大衆のグルメ志向もあり、またこれらを安く提供する事で人気を集めている。
大規模小売店舗立地法の規制売り場面積の以下の小型の店舗では、出店規制の厳しい都市部や住宅街の多い地域に深く根付いている事もあって一定の繁栄を見せている。その一方で、経営体力的に価格競争も難しくコンビニエンスストアとあまり明確な違いを打ち出しづらい部分もある。若者層や高齢者宅では、生鮮食品を買わず出来合いの弁当や惣菜で済ませる中食が増え、より立地条件の良いコンビニとの競合も起きている。

#### ミニスーパー
2000年代半ば以降、首都圏生活者の居住地の都心中心部への回帰や、人口全体における高齢化に伴い、大規模な立地や物件確保が難しい都心を始めとした都市部で、コンビニ程度の店舗面積のスーパーが増え続けており、「ミニスーパー」と呼ばれている。
消費者側には、店舗がコンビニのように自宅近辺にありながら、商品価格がコンビニのように高くないこと、売れ筋の商品中心とはなるものの、一般のスーパーに準ずる品揃えがあることなどの利点があり、店舗側としては、出店のしやすさや、少ない初期投資や人件費で上記の都市生活者を顧客にできる利点があるため、店舗数・売上高ともに増え続けている。
都市生活者の生活習慣に合わせ、深夜まで営業している店舗も多い。店舗面積の制約上、厨房を持たない店舗が多く、肉、魚、弁当、総菜類は、工場から配送される場合がほとんどである。
主なチェーンに、全日食チェーン、「まいばすけっと」、「リコス」等がある。

#### 衣料品スーパー
商品の大部分を衣料品で占め、その売上構成比が70%以上あるものである。元々は衣類販売店等が大型化の過程でこのような業態に行き着くが（実例としてはユニクロやしまむら）、売り場面積を大きくして総合スーパーマーケットになっていったものが多い。

#### ネットスーパー
インターネットで注文を受け付けて、主に総合スーパーの店舗からその商圏の消費者に向けて即日配達するという商形態が始まっている。

#### 移動スーパーマーケット
高度経済成長の頃は、人口増加や都市の広域化に対しスーパーが足りていない地域への対応として重宝されていた。
同時期、大都市圏郊外ではベッドタウンや団地の造成が急激に進んだ。居住人口の激増に対して、既存の商店街やスーパーマーケット、百貨店などが需要を吸収できない事態が各地で発生するようになった。そこで産み出されたのか、移動スーパーである。マイクロバスや小型トラック、軽トラックを改造し、鮮度保持用のショーケースを並べ、多様な食品や雑貨を扱った。このため「移動スーパーマーケット」と呼ばれるようになった。
1980年代・1990年代には、モータリゼーションの発展、郊外スーパーの進出、エリア内に店舗を併設した大規模住宅団地の開発増加、コンビニエンスストアの定着など店舗の充実により買い物に不自由しなくなり、移動スーパーの需要は薄れた。
ところが特に2000年代に入ると、いわゆる「買い物難民」問題の広域化から移動スーパーが見直されることとなった。この頃は全国的に郊外ロードサイド大規模スーパーが飽和状態となった一方で、既に地方山村部等では少子高齢化・人口流出で過疎化が深刻化していた。結果、過疎地域の住宅地で細々と営業していた店舗が経営難や店主の高齢化などによって廃業したほか、公共交通網の減便や消失が広がった。自家用車を運転できなくなったり駅やバス停まで歩けなくなったりした高齢者や障害者が孤立するなど、交通の不便が極まって買い物に出掛けることが難しくなった人が増えた。それどころか最悪の場合だと、焼畑商業によってその地方都市中心部ですら店舗・商店街の閉鎖や郊外化・シャッター街化が相次いでおり、東京23区ですら高島平団地で問題が表面化した。21世紀日本では、商業地域を外れれば「いつ、誰が買い物難民に陥ってもおかしくない」状況になりつつある。
買い物難民対策として復活した移動スーパーは、徳島県発の移動スーパー「とくし丸」の急拡大とともに全国で台数が増加。大手スーパーマーケットやドラッグストアも参入している。多くは巡回する日時を決めて、集落にある空き地や特定の民家の軒先に乗り付けて販売を行う。路線バスが減便・撤退したなど交通手段の限られた限界集落に住む高齢者にとって、今や商品の貴重な入手手段となっており、自治体が移動販売の導入を要請・支援するケースも多い。

## SSDDS・セルフデパート
SSDDSは英語で「Self Service Discount Department Store」の略で、直訳すると「セルフサービスによる割引料金の百貨店」になる。また略して「セルフデパート」と呼ばれたりしていた。これまでの百貨店並の品揃えで、かつセルフサービスを採用して安売りを行っていた。
SSDDSは流通用語でもある。両語とも、スーパーマーケットの用語が一般化する前の1960年代頃に使われた用語である。一例として、ダイエー三宮第一店（1963年開店、1995年閉鎖）が開店当初名乗っていた。